# AM 0500-620
AM 0500-620 (o ESO 119-27) è una coppia di galassie interagenti situata in direzione della costellazione del Dorado alla distanza di oltre 350 milioni di anni luce dalla Terra.
Il sistema è composto da una galassia spirale che, nelle immagini ottenute dalla Terra, si sovrappone ad una galassia ritenuta precedentemente una galassia ellittica ma che si è rivelata in seguito un'altra galassia spirale. I bracci di spirale e le polveri della galassia spirale in primo piano occultano in parte la galassia sullo sfondo.